# Lisa Ekdahl at The Olympia, Paris
Lisa Ekdahl at The Olympia, Paris est le 11e album de Lisa Ekdahl sorti en 2011.

## Titres
- April In Paris
- Nature Boy
- I'll Get a Kick Out of You
- Now or Never
- Beatifull Boy
- Laziest Girl In Town
- Give Me That Slow Knowing Smile
- Don't Stop
- I'll Be Around
- Love for Sale
- Tea for Two